# Sydamerikanska U20-mästerskapet i fotboll för damer
Sydamerikanska U20-mästerskapet i fotboll för damer är en turnering som spelas av landslag som styrs av CONMEBOL. Turneringen spelades för första gången 2004.

## Upplagor och topplaceringar
| År   | Värdnation | Vinnare       | Tvåa          | Trea         | Fyra        |
| ---- | ---------- | ------------- | ------------- | ------------ | ----------- |
| 2004 | Brasilien  | Brasilien U19 | Paraguay U19  | Ecuador U19  | Bolivia U19 |
| 2006 | Chile      | Brasilien U20 | Argentina U20 | Paraguay U20 | Peru U20    |
| 2008 | Brasilien  | Brasilien U20 | Argentina U20 | Paraguay U20 | Chile U20   |

| År   | Värdnation | Final         | Final    | Final        | Match om tredjepris | Match om tredjepris | Match om tredjepris |
| År   | Värdnation | Vinnare       | Resultat | Tvåa         | Trea                | Resultat            | Fyra                |
| ---- | ---------- | ------------- | -------- | ------------ | ------------------- | ------------------- | ------------------- |
| 2010 | Colombia   | Brasilien U20 | 2 – 0    | Colombia U20 | Paraguay U20        | 6 – 0               | Chile U20           |

| År   | Värdnation | Vinnare       | Tvåa          | Trea         | Fyra          |
| ---- | ---------- | ------------- | ------------- | ------------ | ------------- |
| 2012 | Brasilien  | Brasilien U20 | Argentina U20 | Colombia U20 | Paraguay U20  |
| 2014 | Uruguay    | Brasilien U20 | Paraguay U20  | Colombia U20 | Bolivia U20   |
| 2015 | Brasilien  | Brasilien U20 | Venezuela U20 | Colombia U20 | Argentina U20 |
| 2018 | Ecuador    | Brasilien U20 | Paraguay U20  | Colombia U20 | Venezuela U20 |
| 2022 | Chile      | Brasilien U20 | Colombia U20  | Uruguay U20  | Venezuela U20 |
| 2024 | Ecuador    | Brasilien U20 | Paraguay U20  | Colombia U20 | Argentina U20 |

## Poängtabell
Uppdaterad tabell efter mästerskapet 2024
| Nr | Lag           | S  | V  | O  | F  | GM  | IM  | MS   | P   |
| -- | ------------- | -- | -- | -- | -- | --- | --- | ---- | --- |
| 1  | Brasilien U20 | 67 | 61 | 5  | 1  | 243 | 22  | +221 | 188 |
| 2  | Paraguay U20  | 68 | 36 | 12 | 20 | 131 | 101 | +30  | 120 |
| 3  | Colombia U20  | 53 | 31 | 7  | 15 | 101 | 64  | +37  | 100 |
| 4  | Argentina U20 | 55 | 22 | 13 | 20 | 82  | 68  | +14  | 79  |
| 5  | Venezuela U20 | 52 | 17 | 11 | 24 | 75  | 93  | −18  | 62  |
| 6  | Chile U20     | 43 | 15 | 4  | 24 | 61  | 78  | −17  | 49  |
| 7  | Ecuador U20   | 42 | 15 | 3  | 24 | 58  | 74  | −16  | 48  |
| 8  | Uruguay U20   | 45 | 13 | 4  | 28 | 35  | 120 | −85  | 43  |
| 9  | Bolivia U20   | 48 | 7  | 10 | 31 | 41  | 144 | −103 | 31  |
| 10 | Peru U20      | 50 | 7  | 5  | 38 | 34  | 131 | −97  | 26  |